# John Sebastian
John Benson Sebastian, Jr. (New York, 17 marzo 1944), è un cantautore, armonicista e chitarrista statunitense, noto anche per essere stato il leader del gruppo The Lovin' Spoonful, entrato a far parte nel 2000 della Rock and Roll Hall of Fame.

## Biografia
Cresciuto al Greenwich Village, è amico di Bob Dylan e ha legato il suo nome alla città di Woodstock e al festival musicale che vi si tenne nel 1969.

## Discografia

### Album
- 1970 – John B. Sebastian (MGM Records, SE-4654/Reprise Records, RS 6379)
- 1970 – John Sebastian Live (MGM Records, SE-4720) Live
- 1971 – Cheapo-Cheapo Productions Presents Real Live John Sebastian (Reprise Records, MS 2036)
- 1971 – The Four of Us (Reprise Records, MS 2041)
- 1974 – Tarzana Kid (Reprise Records, MS 2187)
- 1976 – Welcome Back (Reprise Records, MS 2249)
- 1978 – The Devil and Daniel Mouse: A Nelvana Story Album (Nelvana, NEL 7802)
- 1989 – The Best of John Sebastian (Rhino Records, RI-70170) Raccolta
- 1989 – Rock Legends (Rock Legends Records, 2475 710) Raccolta
- 1992 – Tar Beach (Shanachie Records, 8006)
- 1998 – King Biscuit Flower Hour Presents John Sebastian (King Biscuit Flower Hour Records, IMCD 208019)
- 2001 – One Guy, One Guitar... (Hux Records, Hux 024) Live
- 2001 – Nashville Cats (Disky Records, SI 640442) Live
- 2001 – Faithful Virtue: The Reprise Recordings Raccolta-Box dei 5 Albums pubblicati dalla Reprise Records con inediti
- 2007 – Satisfied (Acoustic Disc Records, ACD-67) con David Grisman
- 2007 – Life and Times 1964-1999 (Raven Records, RVCD-249) Raccolta
- 2014 – John B. Sebastian + The Four of Us + Tarzana Kid + Welcome Back + BBC in Concert 1970 (Edsel Records, EDSG 8039) Raccolta, 2 CD + DVD-Video
- 2017 – Stories We Could Tell: The Very Best of John Sebastian (Varèse Vintage Records, 302 067 432 8) Raccolta

### Singoli
- 1968 – She's a Lady/The Room Nobody Lives In (Kama Sutra Records, 254)
- 1970 – Younger Generation/Boredom (Kama Sutra Records, 505)
- 1970 – Rainbow All Over Blues/You're Big Boy Now (MGM Records, 14122)
- 1970 – Fa-Fana-Fa/Magical Connection (Reprise Records, 0902)
- 1971 – I Don't Want Nobody Else/Sweet Muse (Reprise Records, 1026)
- 1971 – We'll See/Well, Well, Well (Reprise Records, 1050)
- 1972 – Give Us a Break/Music for People Who Don't Speak English (Reprise Records, 1074)
- 1976 – Welcome Back/Warm Baby (Reprise Records, 1349) pubblicato anche come Welcome Back Kotter/Warm Baby (stesso codice)
- 1976 – Hideaway/One Step Forward, Two Steps Back (Reprise Records, 1355)